# The Apartment (videohra)
The Apartment je počítačová hra z roku 2018. Jedná se o hororovou adventuru. Stojí za ní čeští vývojáři vystupující jako Shattered Mirror. Hra vyšla na Steamu 26. ledna 2018. Inspiraci hra bere u Amnesia a Layers of Fear.

## Hratelnost
Jedná se o first person adventuru. Hratelnost je postavena na vyšetřování, kdy hráč pátrá po sériovém vrahovi. Hra staví atmosféru na psychologickém hororu. Hráč se přitom pohybuje v otevřeném světě, kde hledá důkazy a stopy. Musí si však dát pozor na to, že vrah ví, že je mu detektiv Sachs na stopě. takže mu připraví řadu falešných stop.

## Příběh
Detektiv James Sachs se ujímá vyšetřování série vražd.